# アル・バーリック

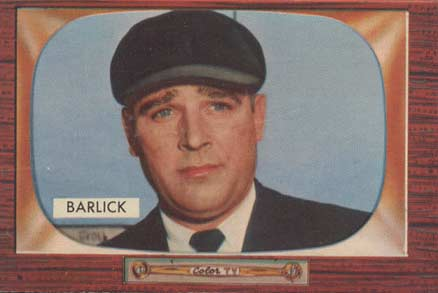
1955年

アル・バーリック（Albert Joseph Barlick、1915年4月2日 - 1995年12月27日）は、1940～1960年代のアメリカ合衆国・イリノイ州スプリングフィールド生まれのメジャーリーグの審判員。1989年にアメリカ野球殿堂入りを果たした。ゲームの統率力に優れ、『審判の中の審判』と呼ばれた人物。

## 経歴・人物
審判としてメジャーリーグに関わる前はイリノイ州で炭鉱夫をしていた。1940年に史上最年少の25歳の若さでメジャーリーグに昇格する。よく通る声と判り易いジェスチャー、抗議に対する毅然とした態度がバーリックの特徴で、選手からの尊敬も高かった。まだ20代だった1942年に早くもオールスターゲームで二塁塁審を務め、以後通算7度オールスターゲームに出場している（歴代最多）。
1944年と1945年は第二次世界大戦に従軍し、沿岸警備隊に所属していた。1946年に復職した後はナショナルリーグでは1971年まで審判職を務めた。在職期間は述べ31年になる。他にも、審判員組合の活動を積極的に行い、待遇改善と技術の向上にも努めていたという。なお1968年には、日米野球のためセントルイス・カージナルスに同行し来日も果たしている。
審判職引退後は、22年の間ナショナルリーグの顧問を務めていた。1995年に心臓発作のため生まれ故郷のイリノイ州で死去。

## 審判歴
在籍：ナショナルリーグ（1940年～1971年）
- 出場試合数：
  - レギュラーシーズン：4227試合
  - リーグチャンピオンシップ：3試合
  - ワールドシリーズ：42試合
  - オールスターゲーム：7試合（1942,1949,1952,1955,1959,1966,1970年）

## 在職中の出来事
- 1949年4月30日のカブス対カージナルス戦でのこと。3-1とカブスがリードした9回表、ツーアウトからカージナルスのロッキー・ネルソンの打ったレフト方向の打球を、カブスの中堅手アンディ・パフコが転倒しながら処理した。試合終了と思いきや、三塁塁審だったバーリックはパフコーが打球を捕球していないと判定を下す。パフコーはグラブに納めたボールを高く掲げ、捕球したことを猛烈にアピールしたが、タイムをかけておらずその間に打者のネルソンがベースを一周してしまった。記録はネルソンの二点本塁打となり、結局試合は4-3でカージナルスが逆転勝ちした。ロッキー・ネルソンのこの一打は、後に『220フィート（約67m）のホームラン』『インサイド・ザ・グローブ・ホームラン』と呼ばれた。
- 1968年11月7日に新潟市営鳥屋野野球場で行われた日米野球の試合で、3回にカージナルスのカート・フラッドが巨人の堀内恒夫から放った打球は、球場のフェンスに跳ねてスタンドに入る。塁審の平光清は本塁打を宣告するが、これに巨人の選手らが、打球がフェンスの内側で跳ねたと主張し、審判団での協議を求めた。平光が審判を集めようとしたところ、一塁塁審をしていたバーリックが、『君がホームランと言ったのなら、それでいいんだ』と大声で諭し、巨人軍側の抗議を一蹴してしまった。